# Pois de senteur
Lathyrus odoratus
Pour les articles homonymes, voir Pois (homonymie).
Espèce
Classification phylogénétique
Statut de conservation UICN

 CR  : 
En danger critique
Le Pois de senteur (Lathyrus odoratus) est une espèce de plantes à fleurs de la  famille des Fabaceae (de la sous-famille des Faboideae selon la classification phylogénétique). C'est une plante herbacée annuelle grimpante originaire du sud-est de l'Italie et de la Sicile.
Elle est appelée également « pois fleur », « pois musqué » ou « gesse odorante ».
Elle est cultivée de nos jours dans tous les pays tempérés, comme fleur de jardin. Elle est appréciée pour ses coloris pastel très variés et son parfum.

## Description

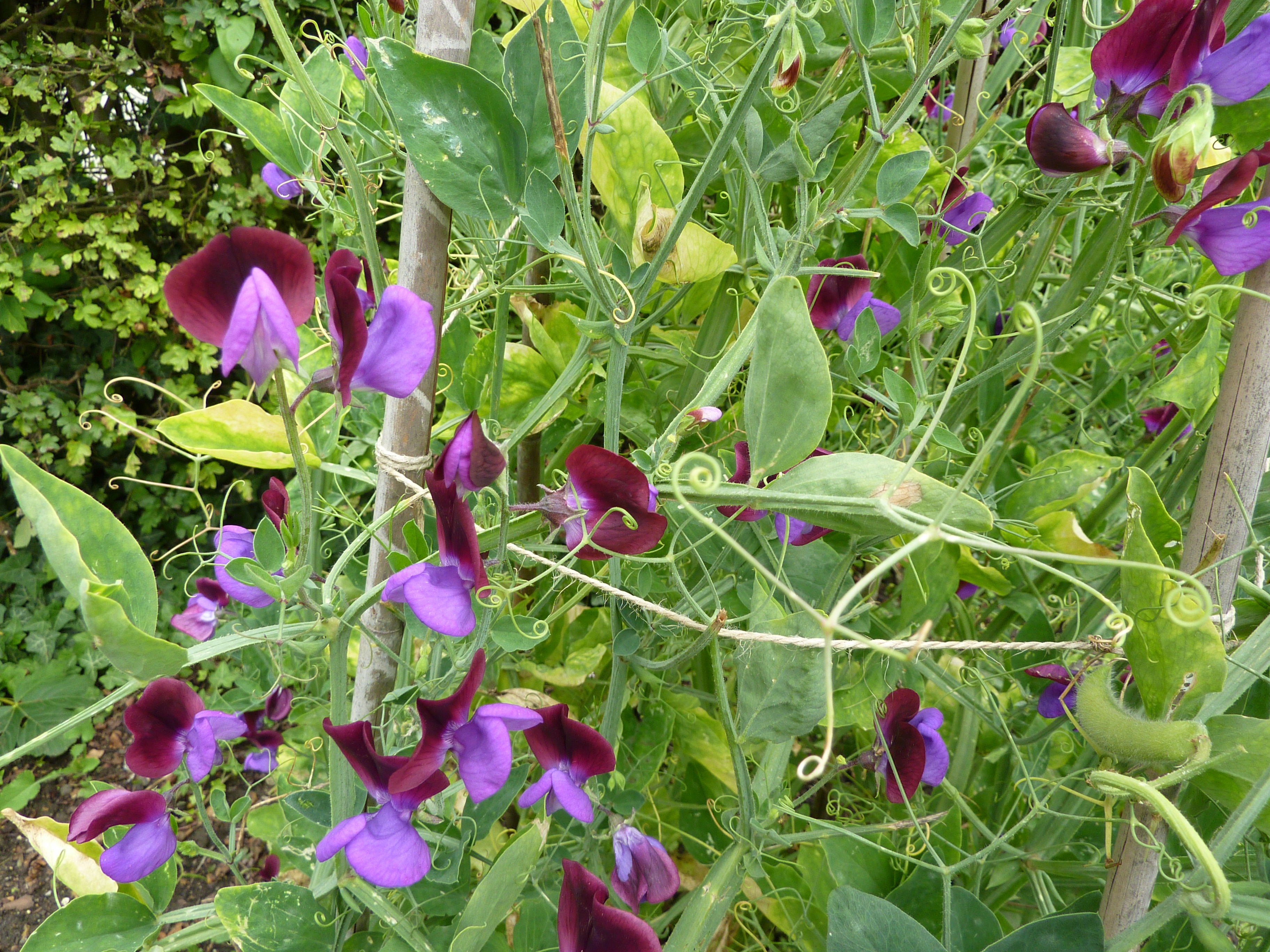
Pois de senteur.

Cette plante herbacée annuelle, grimpante grâce à des vrilles, peut atteindre une hauteur de deux mètres.
Les feuilles sont paripennées, munies de deux stipules à la base et prolongées en vrilles.
Ses fleurs sont papilionacées, assez grandes et groupées en grappes axillaires.
Les graines sont toxiques et provoquent le lathyrisme en cas d'absorption répétée, comme d'autres gesses.

## Cultivars
Il existe de nombreux cultivars du pois de senteur.[réf. nécessaire]

## Galerie

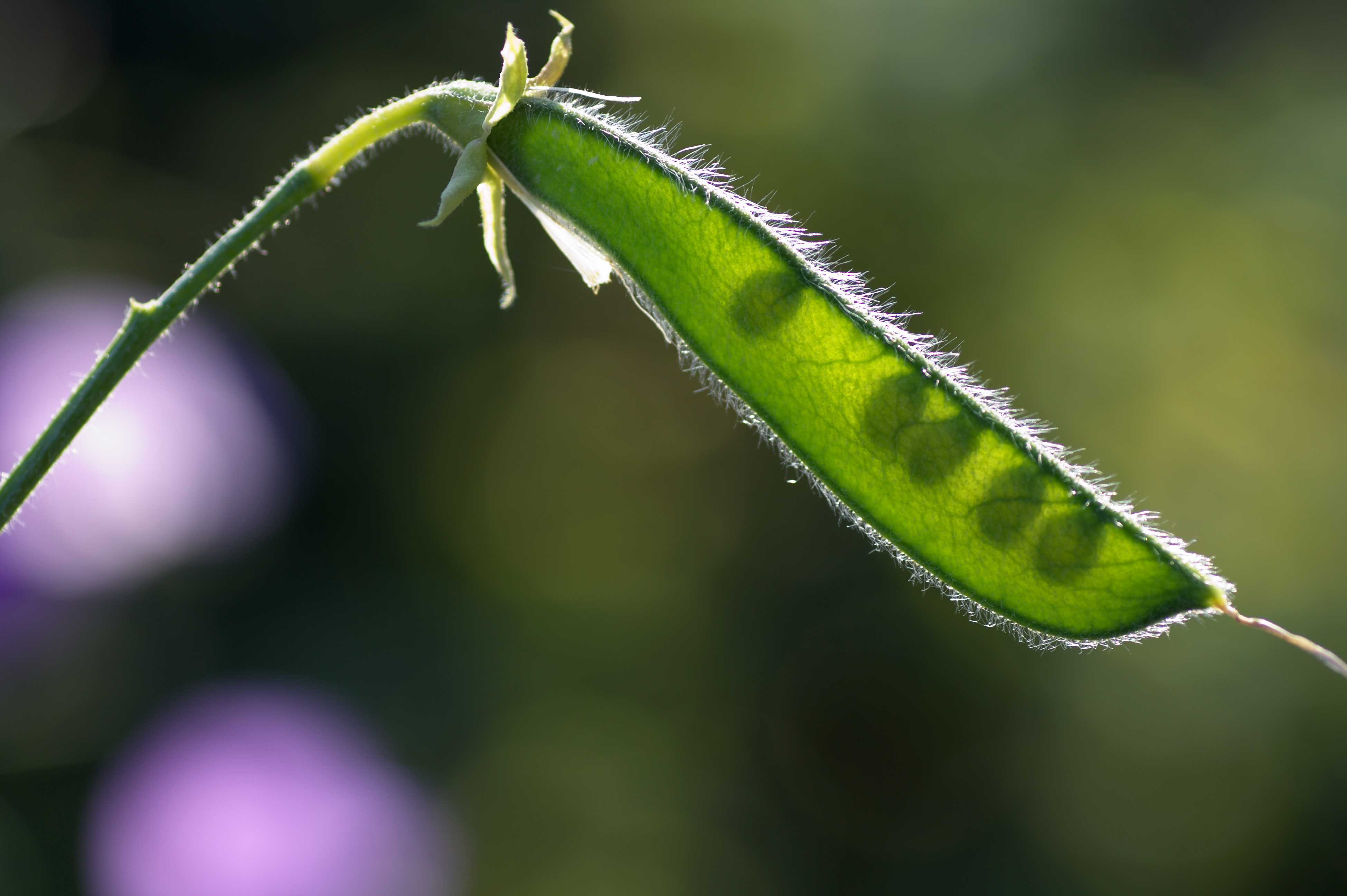
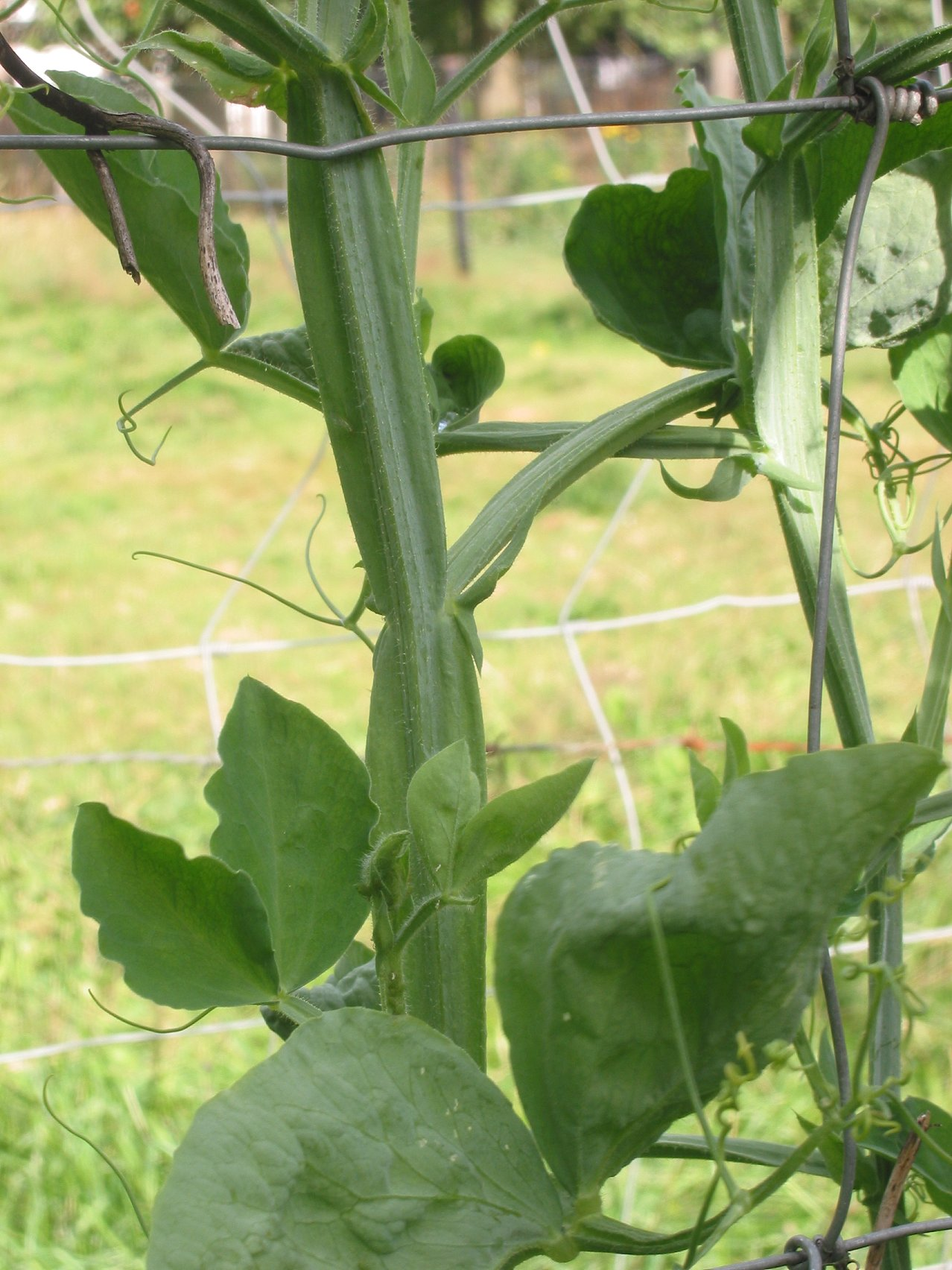
Tige.
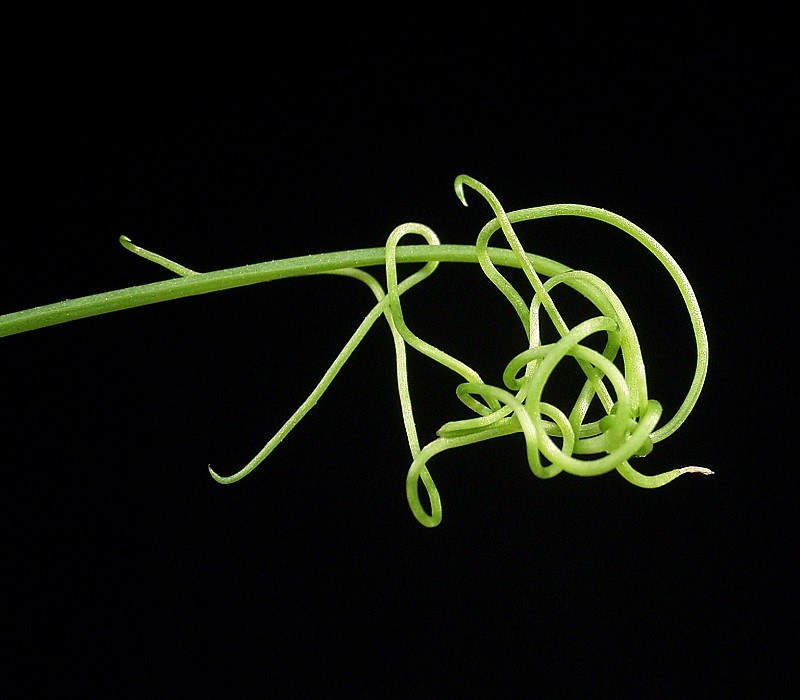
Vrille.
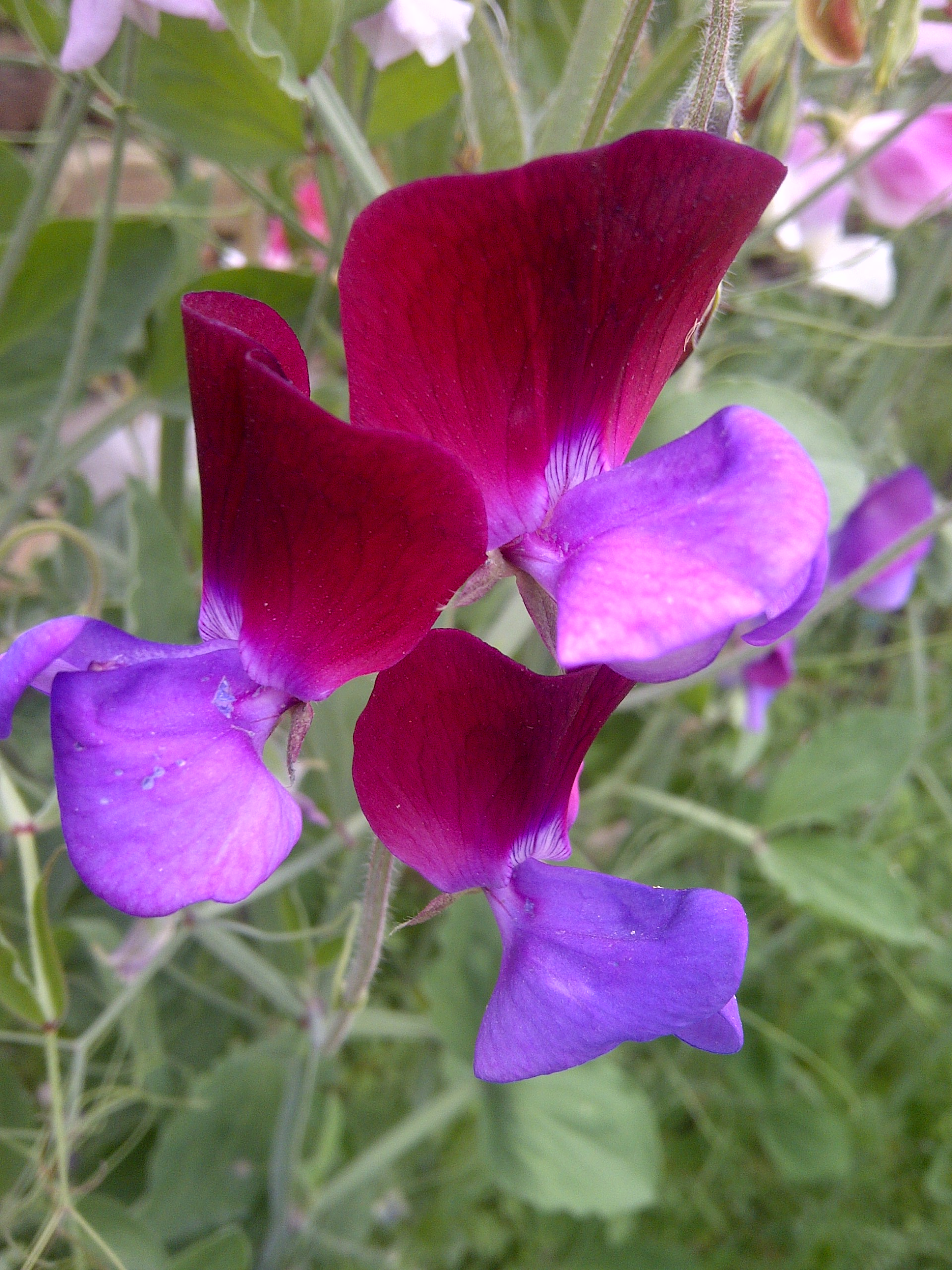
Fleurs.
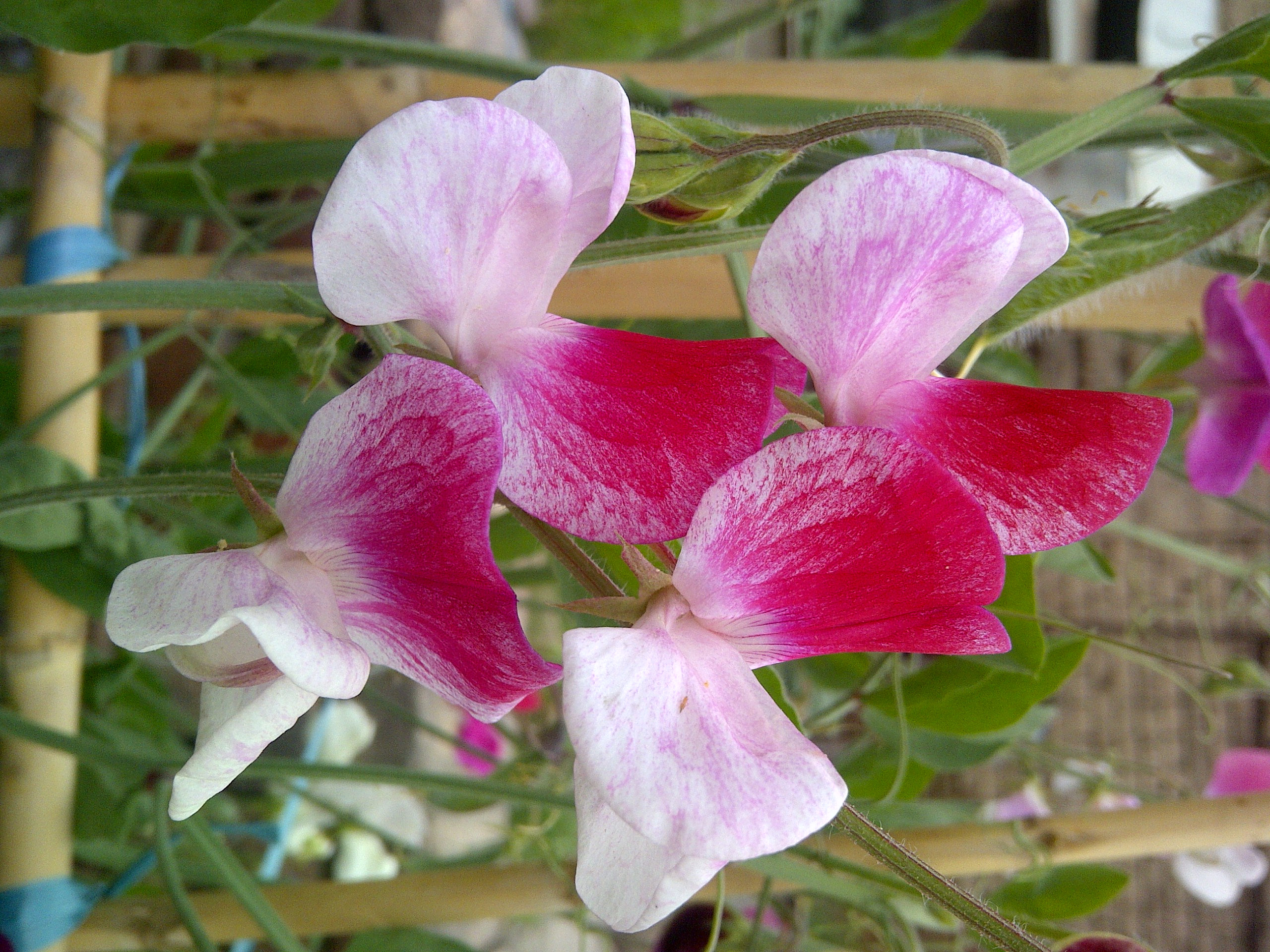
Fleurs.
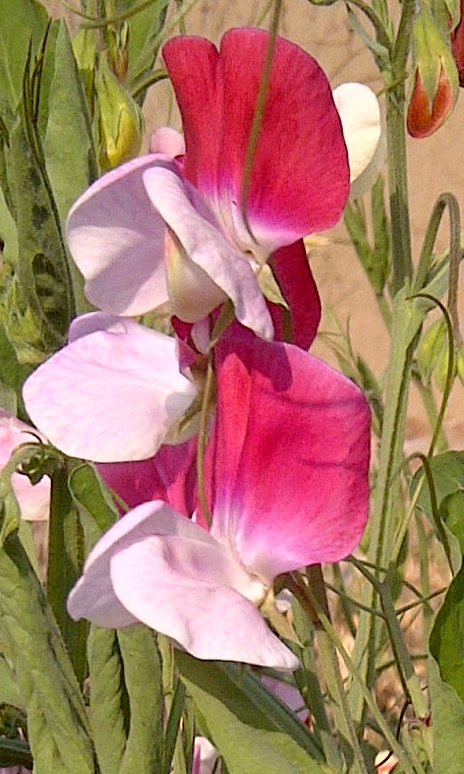
Fleurs.
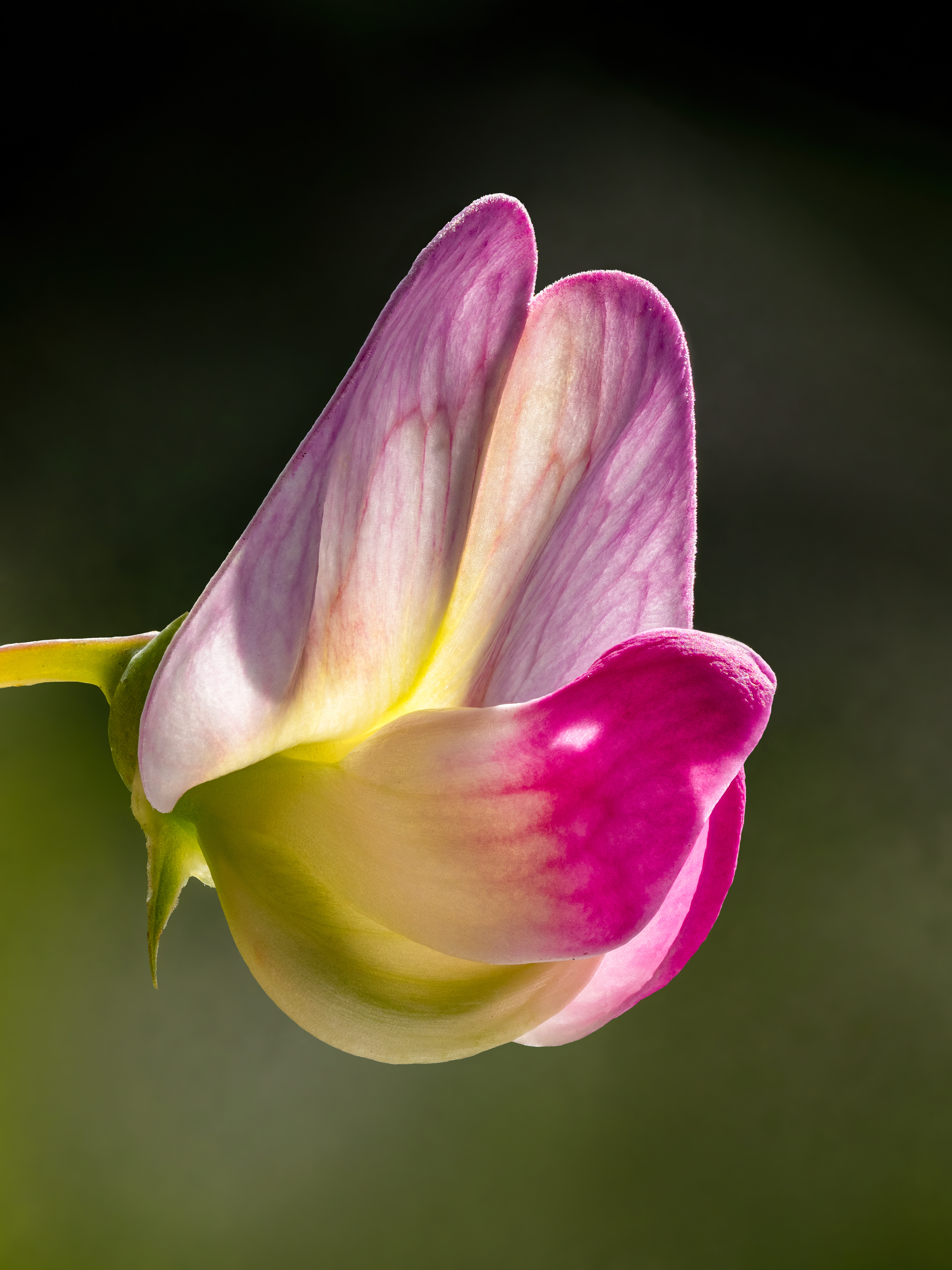
Fleur.

## Langage des fleurs
Dans le langage des fleurs, le pois de senteur symbolise la délicatesse.